# Moshommel
De moshommel (Bombus muscorum) is een vliesvleugelig insect uit de familie bijen en hommels (Apidae). De wetenschappelijke naam van de soort is gepubliceerd in 1758 door Linnaeus in Systema naturae. De moshommel komt voor in grote delen van Europa, maar is zeldzaam.
Bij de moshommel is de koningin 17-19 mm lang, de werkster 10-16 mm en het mannetje 13-15 mm. De vleugelspanweidte is van de koningin 32-35 mm, die van de werkster 26-29 mm en van het mannetje 26-29 mm. Het borststuk heeft een geeloranje tot roodbruine beharing. De moshommel lijkt veel op de heidehommel (Bombus humilis) en de akkerhommel (Bombus pascuorum). De kragen en het schild (scutellum) hebben een iets lichter gekleurde beharing. Het achterlijf is geel en heeft vaak op de tweede of derde rugplaat een honingbruine band. De achterste rugplaat is zwart gekleurd en heeft kortere haren als bij de heidehommel. In vergelijking met de gelijkende soorten is de beharing van de moshommel in het algemeen en vooral op het borststuk langer, dichter behaard en met evenlange haren bezet. De kop is middenlang, de zuigsnuit van de koningin is 13-15 mm lang en die van het mannetje ongeveer 9 mm.
De koninginnen verschijnen van begin/half mei tot half juni, de werksters van eind mei/begin juni tot eind september en de jonge koninginnen en mannetjes van begin/half augustus tot eind september.
De moshommel bouwt bovengronds een nest in graspollen of onder het mos, maar ook in verlaten vogelnesten in bomen, nestkasten of tegen huizen. Een volk bestaat uit 50-120 hommels. Het stuifmeel wordt rondom de broedcellen in 'tasjes' opgeslagen. De koningin is te herkennen aan haar hoge zoemtoon, die vergelijkbaar is met die van de heidehommel.
Tot de belangrijkste drachtplanten behoren dovenetel, andoorn, smeerwortel, distels, centaurie, heide, witte klaver, rode klaver, wikke, Ballota met o.a. stinkende ballote en hartgespan.